# Торе Вадо (Лече)
Торе Вадо (итал. Torre Vado) је насеље у Италији у округу Лече, региону Апулија.
Према процени из 2011. у насељу је живело 112 становника. Насеље се налази на надморској висини од 19 м.